# Marco Tasca
Marco Tasca, O.F.M.Conv. (Sant'Angelo di Piove di Sacco, 9 de junho de 1957) é um prelado italiano da Igreja Católica, membro da província de Paduan de Santo Antônio, que serviu como 119º ministro geral da Ordem dos Frades Menores Conventuais. Foi eleito Arcebispo de Gênova  em 8 de maio de 2020 e desde 11 de julho de 2020, tomou posse da Cátedra.

## Biografia
Marco Tasca nasceu em 9 de junho de 1957 em Sant'Angelo di Piove di Sacco, na província de Pádua, Itália, filho de Antonio e Santa Tasca. Ele ingressou na Ordem em Camposampiero em 29 de setembro de 1968 e freqüentou a escola primária e o Seminário Seráfico de Pedavena, na província de Belluno, e depois o Seminário Menor de Liceu, em Bréscia.
Fez o noviciado na Basílica de Santo Antônio de Pádua (1976-1977) e proferiu seus primeiros votos em 17 de setembro de 1977. Depois estudou teologia no Instituto Teológico Sant'Antonio Dottore, obtendo seu diploma de bacharel em 1982. Em 28 de novembro de 1981 ele professou seus votos solenes. Em 1982, viveu no Seraphicum, em Roma, enquanto cursava um curso de licenciatura na Pontifícia Universidade Salesiana.

### Padre
Ele foi ordenado ao sacerdócio em 19 de março de 1983 em sua cidade natal pelo bispo Filippo Franceschi, bispo de Pádua. Em 1986, ele completou seu licenciatura em psicologia na Universidade Salesiana e, dois anos depois, um licenciado em teologia pastoral na mesma universidade. Retornou a Pádua e foi reitor do Seminário Menor em Brescia de 1988 a 1994 e reitor do Pós-Noviciado em Pádua de 1994 a 2001.
Ele foi professor de psicologia e catequética no Instituto Teológico "Sant'Antonio Dottore". No capítulo provincial de 2001, foi eleito Custos Capitularis e guardião de Camposampiero em Pádua. Ele ocupou esses cargos até ser eleito Ministro Provincial em 2005. É Vice-Presidente da Conferência dos Superiores Maiores da Itália e Presidente do Movimento Franciscano do Nordeste.
Em 26 de maio de 2007, no Convento Sagrado de Assis, o Capítulo Geral Ordinário o elegeu para um mandato de seis anos como Ministro-geral, o 119º sucessor de São Francisco. Ele foi reeleito para um segundo mandato em janeiro de 2013. Ele terminou seu serviço como Ministro Geral em 17 de maio de 2019.
Ele foi eleito em três ocasiões como um dos dez membros da União dos Superiores Gerais para participar de um Sínodo dos Bispos, no Sínodo de 2012 sobre a Nova Evangelização, no Sínodo de 2015 da Família e no Sínodo de Juventude de 2018. Em 2018, ele apoiou a ideia de permitir que mulheres superiores também participassem.
Seu mandato termina em 25 de maio de 2019 com a eleição de Carlos Alberto Trovarelli. Mais tarde, mudou-se para o convento dos santuários antonianos de Camposampiero.

### Ministério episcopal
Em 8 de maio de 2020, o Papa Francisco o nomeou Arcebispo de Gênova;. sucedeu ao cardeal Angelo Bagnasco, que renunciou devido a seu limite de idade . Ele recebeo a ordenação episcopal no dia 11 de julho pelo cardeal Angelo Bagnasco, co-consagrantes dom Gianfranco Agostino Gardin OFMConv, bispo-emérito de Treviso, e dom Gianfranco Girotti OFMConv, então Secretário-emérito da Penitenciária Apostólica e contextualmente tomará posse canônica da arquidiocese. No mesmo dia, tomou posse no mesmo dia da sua ordenação e recebe o pálio bento por Papa Francisco.